# Hemvännen

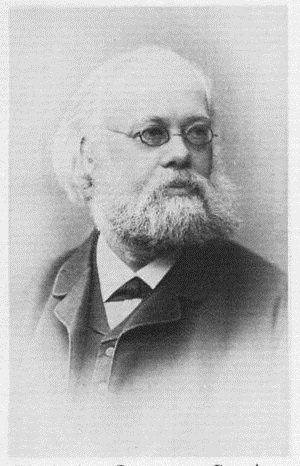
Lektor Vilhelm Sturzen-Becker, Hemvännens grundare.

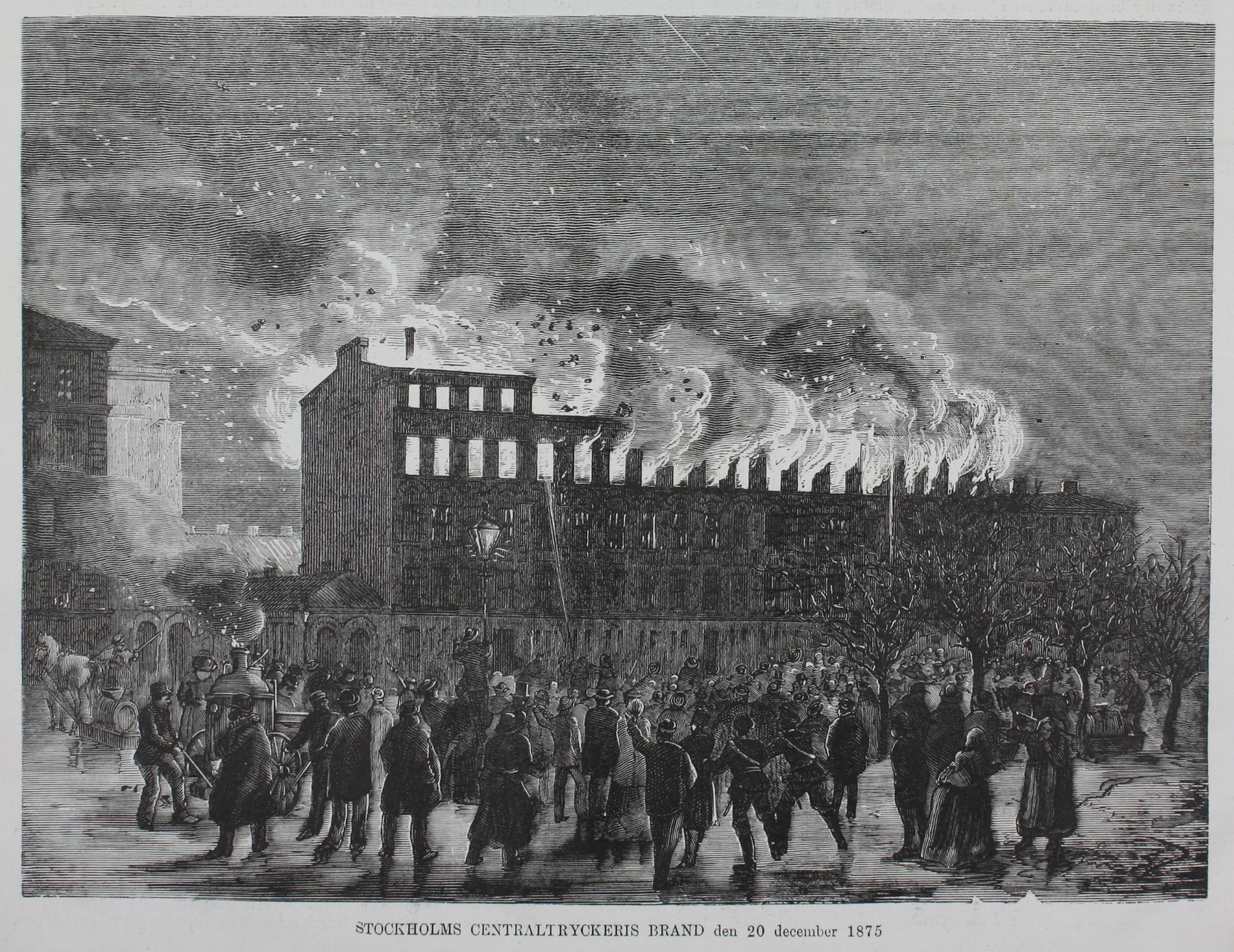
Centraltryckeriets brand 1875 illustrerad i Hemvännen år 1876.

Hemvännen var en tidning som utkom under åren 1875-1889. Den grundades av författaren och lektorn Vilhelm Sturzen-Becker (1841-1910), och utgavs på P. A. Norstedt & Söners förlag. Redaktörskapet och förlagsrätten övertogs 1878 av redaktören och bokförläggaren Lars Hökerberg. Från början utkom den en gång i månaden, men från och med 1888 var fjortonde dag. Den publicerade artiklar av allmänt intresse, illustrerade med trägravyrer.
Upplagan år 1882 var 5000-6000 exemplar.
| ”                                        | Hemvännen... har... god typografisk utstyrsel och illustrationer av första klass, och bereder även en större allmänhet tillfälle till en i någon mån estetiskt uppfostrande läsning... Genom originalillustrationer och utgivande av större dyrbarare originalplanscher i träsnitt, vilka prenumeranterna erhållit gratis, har bladet bidragit till träsnidarekonstens utveckling i Sverige. | „ |
| – Nordisk familjebok (1800-talsupplagan) | |   |